# Lenaea
De Lenaea (Grieks: [τα] Λήναια / Lenaia) was in het oude Attica de benaming voor het wijnpersfeest, de feestelijkheden ter ere van de god Dionysus die gevierd werden in de maand januari.
Ze waren het voornaamste winterfeest en vonden plaats in het Lenaion, een heiligdom voor Dionysus Lenaeus buiten het eigenlijke Athene, op een moerassig terrein gelegen tussen de Akropolis, de Pnyx en de Areopagus. Hier werden de vrouwen ingewijd in de mysteriën. De Atheners herdachten tijdens de Lenaea hoe Dionysus zijn moeder Semele naar de Olympus bracht. Komedievertoningen vormden de hoofdmoot van de feestelijkheden. Het was overigens tijdens deze Lenaea dat de eerste komedies werden opgevoerd in de eerste helft van de 5e eeuw v.Chr. In de tweede helft werden er ook tragedies aan toegevoegd.